# Rouleau de Josué
Le Rouleau de Josué est un manuscrit enluminé contenant une partie du livre de Josué tiré de la Bible. Formant autrefois un volumen de 10,5 m de long, il a été découpé en 15 morceaux. 35 scènes y sont figurées ainsi que les restes d'une 36ème scène. Il est actuellement conservé à la bibliothèque apostolique vaticane.

## Historique
Le manuscrit est d'après le style de ses dessins, daté du milieu du Xe siècle, à la même époque que le Psautier de Paris. Produit à Constantinople, d'après les annotations qu'il contient, il reste utilisé par des locuteurs grecs au moins jusqu'au XIIIe siècle. Vers 1500, il est localisé dans les collections de Niccolò Leonico Tomeo (it), à Padoue. En 1571, il est inventorié dans les collections d'Ulrich Fugger à Augsbourg. À sa mort en 1584, le manuscrit est donné avec l'ensemble de ses livres à la bibliothèque de Frédéric IV du Palatinat à Heidelberg. En 1623, Maximilien Ier de Bavière donne l'ensemble de la bibliothèque palatine à celle du Saint-Siège.

## Description

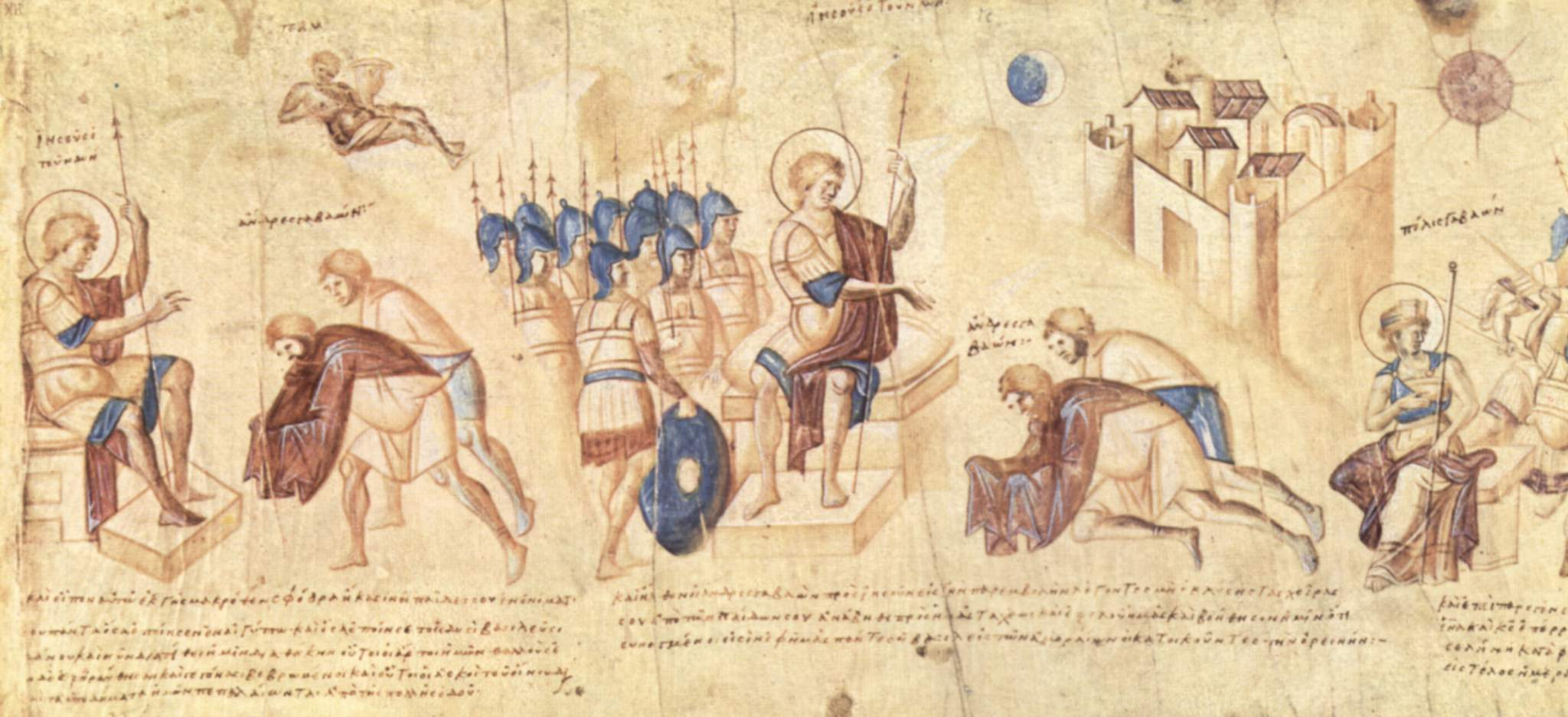
Feuillet 12 du rouleau : Josué et les deux espions.

Le manuscrit formait jusqu'en 1902 un long rouleau mesurant entre 30 et 31,5 cm de haut pour 10,5 m de long. Chacun des 15 morceaux de parchemin du manuscrit a été détachés mesurant entre 42 et 89 cm de long chacun. Même si le manuscrit est lacunaire au début et à la fin, il n'a sans doute jamais contenu la totalité du livre de Josué : il commence au deuxième chapitre pour s'achever au dixième. L'envers était à l'origine totalement vierge mais des annotations en grec ont été ajoutées, pour certaines datant du XIIIe siècle, contenant des extraits de la Bible ainsi que de livres des Pères de l'Église orthodoxe. Alors que les volumens, rares à l'époque médiévale, étaient écrits à la perpendiculaire du sens de déroulement, le rouleau de Josué reprend le sens inverse, à l'Antique. La disposition des dessins rappelle les monuments romains représentant des bas-reliefs sous la forme de bandeaux.

## Interprétation de l'iconographie
Le rouleau serait une sorte de typologie biblique, les événements évoqués renvoyant à d'autres événements plus contemporains de l'Empire byzantin. Plusieurs hypothèses président à l'interprétation de l'iconographie utilisée dans le rouleau :
- pour certains historiens, le rouleau de Josué serait la copie d'un rouleau plus ancien, datant du VIe siècle et représentant aussi l'histoire de Josué pour évoquer la prise de Jérusalem par l'empereur Héraclius en 630[3]. Cependant, rien ne nous permet de connaître la réalité de ce rouleau ancien ayant servi de modèle[2].
- pour d'autres, l'iconographie du rouleau serait bien contemporaine de l'empereur Jean Ier Tzimiskès, au Xe siècle[4] et l'histoire de Josué évoquerait la tentative de cet empereur de reprendre Jérusalem, parvenant aux portes de la ville lors d'une campagne en 975. Cependant, le style du rouleau est très tardif pour le quatrième quart du Xe siècle[2].
- pour Steven Wander, le rouleau est la copie d'un carton du bas-relief d'une ancienne colonne réalisée pour Héraclius au VIIe siècle, à l'image de celle de Théodose ou d'Arcadius à Constantinople. Le manuscrit aurait été réalisé sous le patronage de Basile Lécapène, qui aurait cherché dans les péripéties de Josué des échos à sa propre vie.